# مغ (سرباز)
مغ (سرباز)، روستایی از توابع بخش سرباز شهرستان سرباز در استان سیستان و بلوچستان ایران است.

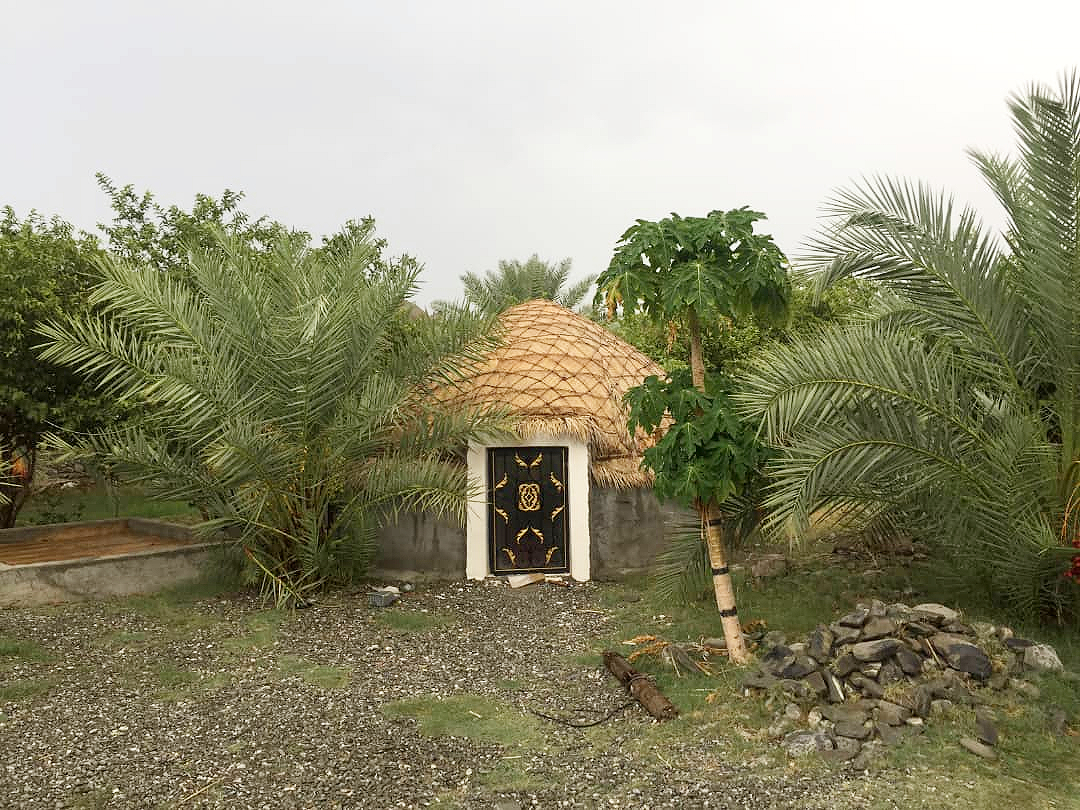
تصویر باغ و بومگردی در روستای مغ

این روستا بخشی از منطقه‌ای است که به دلیل تولید میوه‌های گرمسیری مانند انبه شناخته شده است. موقعیت جغرافیایی آن در نزدیکی رودخانه سرباز قرار دارد که به توسعه کشاورزی در این منطقه کمک کرده است. 
اقتصاد روستای مغ بیشتر بر پایه کشاورزی می‌چرخد. محصولاتی مثل موز، انبه، پاپایا، مرکبات، و سایر محصولات کشاورزی گرمسیری و نیمه گرمسیری در این منطقه کشت می‌شود.
این منطقه نیمه‌کوهستانی است و دارای آب و هوای معتدل تا گرم است. رودخانه سرباز و شاخه‌های آن نقش مهمی در زندگی و کشاورزی این روستا دارند.
روستای مغ دارای محوطه آتشکده تاریخی دوران ساسانیان می باشد که در 500 متری غرب این روستا واقع شده است.
این روستا در دهستان سرباز قرار دارد و براساس سرشماری مرکز آمار ایران در سال ۱۳۸۵، جمعیت آن ۷۳۱ نفر (۱۳۶خانوار) بوده‌است.